# 白鹤林 (朝鲜)
白鶴林（朝鲜语：／ Paek Hak Rim，1918年10月—2006年10月5日），朝鲜平安南道平原郡人。早年参加金日成领导的抗日武装斗争，1937年参加了著名的普天堡战役。40年代初参加苏联红军，任特殊侦察员。
50年代初在朝鲜战争中作战英勇，1958年晋升少将。1962年任民族保卫省政治安全局局长，晋升中将。1970年3月任社会安全部副部長。1970年11月当选朝鲜劳动党中央委員，1978年8月任人民武装力量部副部長。1980年10月当选朝鲜劳动党政治局委員、军事委员会委员，1985年10月任社会安全部部長，晋升为大将，1990年5月任最高人民会議法制委员会副委員長，1992年4月晋升人民軍次帥，1998年8月任国防委员会委員、最高人民会議法制委员会委員長。2003年9月之后不再担任国防委员职务。2006年10月5日去世。
曾获得金日成勋章（1982年）和“共和国英雄”称号（1992年）。
1. ↑  . 韩联社人物档案.